# Вудсон (Арканзас)
Вудсон (енгл. Woodson) насељено је место без административног статуса у америчкој савезној држави Арканзас.

## Демографија
По попису из 2010. године број становника је 403, што је 42 (-9,4%) становника мање него 2000. године.
| Група             | 2000.       | 2010.       |
| Белци             | 111 (24,9%) | 85 (21,1%)  |
| Афроамериканци    | 329 (73,9%) | 287 (71,2%) |
| Азијати           | 0 (0,0%)    | 19 (4,7%)   |
| Хиспаноамериканци | 0 (0,0%)    | 9 (2,2%)    |
| Укупно            | 445         | 403         |